# Esturjão-kaluga
Esturjão-kaluga, ou kaluga (nome científico: Huso dauricus) é uma das duas espécies de Acipenseriformes endêmicas da bacia do Rio Amur (a outra é Acipenser schrenckii, o esturjão-do-rio-amur), situado na Rússia e na China. Esta é uma das maiores espécies de esturjão,  e também uma das maiores espécies de peixe de água doce, atingindo um comprimento de 5,6 metros e um peso de 1 tonelada, durante o seu período de vida de até 90 anos.

## Habitat e ecologia
O esturjão-kaluga vive em todos os habitats bênticos dos grandes rios e lagos da bacia do Rio Amur. A espécie é semi-anádroma, e desova em áreas de correntezas fortes, em fundos de cascalho ou areia. O período de reprodução vai de maio a julho. As fêmeas reproduzem-se a cada 4 ou 5 anos e os machos a cada 3 ou 4 anos.

## Estado de conservação
Esta espécie experimentou um forte declínio populacional no decorrer dos anos. Esta queda drástica de população teve início no final do século 19 e continua ocorrendo nos dias de hoje. Do final do século 19 até 1992 foi registrada uma redução populacional de mais de 80%. No último período de 10 a 15 anos esta tendência acentuou-se. Devido à captura de indivíduos adultos por parte de pescadores clandestinos para a produção de caviar, a idade média dos espécimes de esturjão-kaluga está diminuindo. Isso está fazendo com que as fêmeas só se reproduzam uma única vez durante o seu ciclo de vida. A poluição dos seus habitats naturais também está contribuindo para o seu declínio. Portanto, esta espécie é atualmente classificada como “em perigo crítico”.